# Cyathophorella philippinense
Cyathophorella philippinense är en bladmossart som först beskrevs av Brotherus, och fick sitt nu gällande namn av Edwin Bunting Bartram 1939. Cyathophorella philippinense ingår i släktet Cyathophorella, klassen egentliga bladmossor, divisionen bladmossor och riket växter. Inga underarter finns listade i Catalogue of Life.